# مارک کینسلا
مارک کینسلا (انگلیسی: Mark Kinsella؛ زادهٔ ۱۲ اوت ۱۹۷۲) یک بازیکن فوتبال اهل ایرلند است.